# Giro del Veneto 2022
Il Giro del Veneto 2022, ottantacinquesima edizione della corsa, valido come prova dell'UCI Europe Tour 2022 e diciottesima della Ciclismo Cup 2022, categoria 1.1, si è svolto il 12 ottobre 2022 su un percorso di 159,8 km, con partenza da Padova e arrivo a Vicenza, in Italia. La vittoria fu appannaggio dell'italiano Matteo Trentin, che completò il percorso in 3h37'54", alla media di 44,002 km/h, precedendo i francesi Rémy Rochas e Mattéo Vercher.
Sul traguardo di Vicenza 90 ciclisti, su 115 partiti da Padova, portarono a termine la competizione.

## Squadre e corridori partecipanti
| N.    | Cod. | Squadra                   |
| ----- | ---- | ------------------------- |
| 1-6   | ADC  | Alpecin-Deceuninck        |
| 11-16 | AQT  | Astana Qazaqstan Team     |
| 21-26 | TFS  | Trek-Segafredo            |
| 31-36 | UAD  | UAE Team Emirates         |
| 42-46 | LTS  | Lotto Soudal              |
| 51-56 | COF  | Cofidis                   |
| 61-66 | IPT  | Israel-Premier Tech       |
| 71-76 | BEX  | Team BikeExchange-Jayco   |
| 81-86 | BCF  | Bardiani-CSF-Faizanè      |
| 92-96 | BWB  | Bingoal Pauwels Sauces WB |

| N.      | Cod. | Squadra                            |
| ------- | ---- | ---------------------------------- |
| 101-106 | DRA  | Drone Hopper-Androni Giocattoli    |
| 111-116 | EOK  | Eolo-Kometa Cycling Team           |
| 121-126 | TEN  | TotalEnergies                      |
| 131-136 | UXT  | Uno-X Pro Cycling Team             |
| 141-146 | TUD  | Tudor Pro Cycling Team             |
| 151-156 | BIE  | Biesse-Carrera                     |
| 161-166 | HAC  | Hrinkow Advarics Cycleang          |
| 171-176 | GEF  | General Store-Essegibi-F.lli Curia |
| 181-186 | MGK  | MG.K Vis Colors for Peace VPM      |
| 191-196 | ZEF  | Zalf Euromobil Fior                |

## Ordine d'arrivo (Top 10)
| Pos. | Corridore            | Squadra       | Tempo    |
| ---- | -------------------- | ------------- | -------- |
| 1    | Matteo Trentin       | UAE           | 3h37'54" |
| 2    | Rémy Rochas          | Cofidis       | a 1"     |
| 3    | Mattéo Vercher       | TotalEnergies | a 2"     |
| 4    | Miguel Ángel López   | Astana        | s.t.     |
| 5    | Alessandro De Marchi | Israel        | a 4"     |
| 6    | Diego Ulissi         | UAE           | a 21"    |
| 7    | Nicola Conci         | Alpecin       | s.t.     |
| 8    | Davide Bais          | Eolo          | s.t.     |
| 9    | Alexandre Balmer     | BikeExchange  | s.t.     |
| 10   | Andreas Kron         | Lotto         | s.t.     |